# Acianthera gracilis
Acianthera gracilis é uma espécie de orquídea (Orchidaceae) originária do Brasil.